# كربونيل الفلز

رباعي كربونيل النيكل

كربونيلات الفلزات هي معقدات تناسقية للفلزات الانتقالية مع ربيطات من أحادي أكسيد الكربون. تكون حالة الأكسدة للفلز في هذه المعقدات 0، وتختلف خصائص هذه المعقدات عن المركبات العادية للفلزات. تدعى هذه المعقدات أيضاً باسم معقدات الكربونيل.
تستخدم معقدات كربونيلات الفلزات في الاصطناع العضوي، وكذلك كحفازات في العمليات الصناعية مثل تفاعل أوكسو، وفي عملية موند للحصول على النيكل، وفي كيمياء ريبّة.

## احتياطات الأمان
إن مركبات كربونيلات الفلزات هي مركبات سامة لدى التماس مع الجلد أو الاستنشاق أو الابتلاع، وذلك لقدرتها على تشكيل معقد مع خضاب الدم وهو كربوكسي هيموغلوبين، والذي يمنع ارتباط جزيء الأكسجين أثناء نقله في مجرى الدم.

## اقرأ أيضاً
- كيمياء عضوية فلزية
- حديدات رباعي كربونيل ثنائي الصوديوم